# Anthrenus

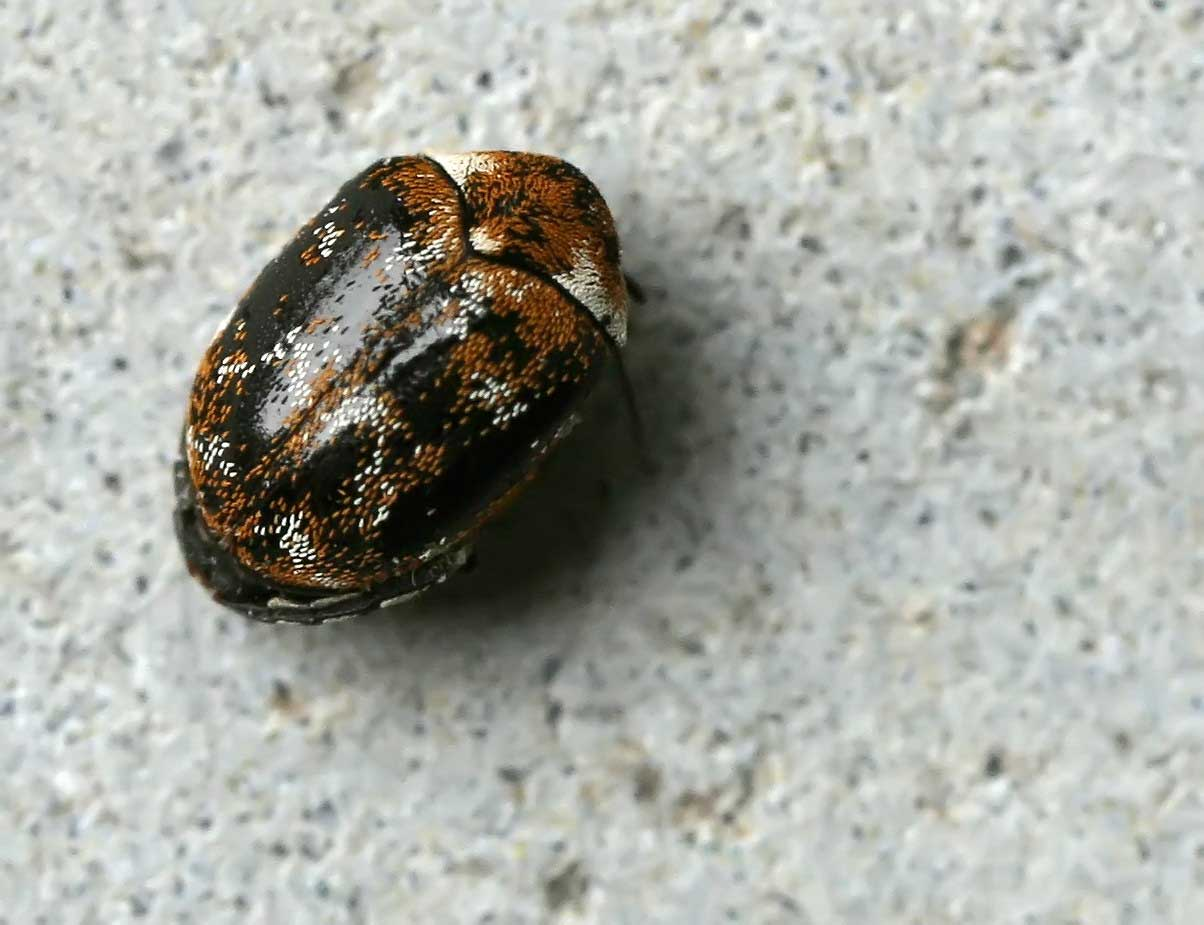
Anthrenus verbasci que ha perdido la mayoría de las escamas

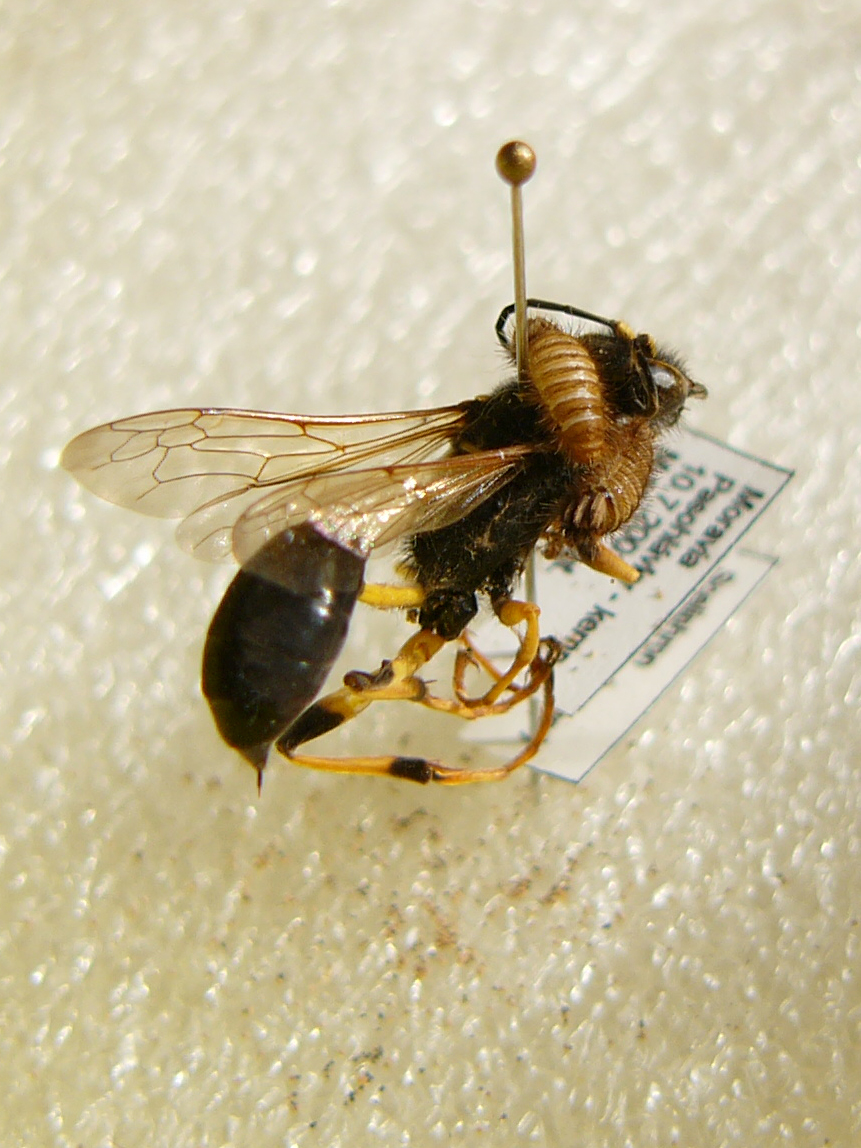
Larvas de Anthrenus alimentándose de un espécimen de Sceliphron destillatorius

Anthrenus es un género de coleópteros de la familia Dermestidae, los llamados en inglés "carpet beetles" (escarabajos de las alfombras). Anthrenus fue colocado históricamente en una subfamilia Anthreninae, aunque actualmente está incluido en Megatominae. El género Neoanthrenus está estrechamente relacionado.
Anthrenus son pequeños escarabajos de unos pocos milímetros de largo con una forma  redondeada. Sus antenas tienen pequeños bolas al final, que son más regordetas en los machos que en las hembras. Muchos tienen un diseño delicado y bastante bonito, con un cuerpo oscuro con escamas de colores de distintos tonos marrones, beige, rojo, blanquecinas y grises. Estas escamas se frotan con facilidad, y los adultos están a menudo parcialmente desprovisto de ellos, mostrando los élitros de color negro brillante. Un considerable número de subespecies y variedades han sido nombrados, pero es cuestionable si estos son todos válidos o simplemente se refieren a tales diferencias relacionadas con la edad.
El enorme número de especies se ha dividido en varios subgéneros, pero éstos no se han establecido con demasiada firmeza. El pequeño subgénero Helocerus por ejemplo, está a veces completamente incluido en Florilinus. Además, nuevas especies se están describiendo de vez en cuando.
Estos escarabajos se extienden esencialmente por todo el mundo; incluso han colonizado algunas islas oceánicas remotas. La mayoría de las especies son inofensivas. Las larvas tienen largos pelos; se alimentan de una amplia gama de animales muertos o materia vegetal. Esto los convierte en importantes recicladores de materia orgánica, que limpian los organismos en descomposición. Algunos, sin embargo, son plagas significativas, que infestan los productos almacenados y especialmente las muestras biológicas en las colecciones de museos; el más notorio el escarabajo de museo (A. museorum). Estas especies han causado daños considerables a la biología mediante la destrucción de valiosos ejemplares tipo.

## Especies
- Anthrenus aegyptiacus Pic, 1899
- Anthrenus afer Péringuey, 1886
- Anthrenus alatauensis Mroczkowski, 1962
- Anthrenus albomaculatus Pic, 1927
- Anthrenus albonotatus Pic, 1922
- Anthrenus albostictus Reitter, 1881
- Anthrenus almatyensis Háva, 2018
- Anthrenus amandae Holloway, 2019
- †Anthrenus ambericus Háva, Prokop & Herrmann, 2006
- Anthrenus amoenulus Reitter, 1896
- Anthrenus angustefasciatus Ganglbauer, 1904
- Anthrenus aradensis Mawlood & Abdul-Rassoul, 2003
- Anthrenus araxensis Zhantiev, 1976
- Anthrenus ardoi Kadej & Háva, 2011
- Anthrenus armstrongielus Kadej & Háva, 2013
- Anthrenus arndti Háva, 2005
- Anthrenus assimilis Zhantiev, 1976
- Anthrenus aterrimus (Gerstäcker, 1871)
- Anthrenus auratus Zhantiev, 1979
- Anthrenus bactrianus Zhantiev, 2004
- Anthrenus bajtenovi Sokolov, 1974
- Anthrenus barclayi Háva, 2019
- Anthrenus bartolozzii Háva, 2003
- Anthrenus basilewskyi Kalík, 1965
- Anthrenus beali Zhantiev, 2004
- Anthrenus becvari Háva, 2004
- Anthrenus bellulus Chobaut, 1897
- Anthrenus bezdeki Háva, 2017
- Anthrenus bilyi Háva, 2000
- Anthrenus biskrensis Reitter, 1887
- Anthrenus blanci Beal, 1998
- Anthrenus bobo Háva, 2003
- Anthrenus bomiensis Háva, 2004
- Anthrenus botswaniensis Háva & Kadej, 2006
- Anthrenus boyesi Háva, 2004
- Anthrenus bucharicus Zhantiev, 1976
- Anthrenus buettikeri Mroczkowski, 1980
- Anthrenus bulirschi Háva, 2000
- Anthrenus capensis Guérin-Méneville, 1835
- Anthrenus cardamom Háva, 2001
- Anthrenus castaneae Melsheimer, 1844
- Anthrenus caucasicus Reitter, 1881
- Anthrenus cechovskyi Háva & Kadej, 2015
- Anthrenus cervenkai Háva & Herrmann, 2006
- Anthrenus ceylonicus Kadej & Háva, 2006
- Anthrenus chiton Beal, 1998
- Anthrenus cimrmani Háva, 2005
- Anthrenus coacheorum Háva, 2022
- Anthrenus coloratus Reitter, 1881
- Anthrenus consobrinus (Háva, 2005)
- Anthrenus constantini Háva & Herrmann, 2006
- Anthrenus cordis Háva & Kadej, 2006
- Anthrenus coreanus Mroczkowski, 1966
- Anthrenus cornelli Háva & Herrmann, 2008
- Anthrenus corona Holloway, 2021
- Anthrenus crustaceus Reitter, 1881
- Anthrenus cylindricornis Herrmann & Háva, 2014
- Anthrenus danielssoni Háva, 2007
- Anthrenus darjeelingi Háva, 2020
- Anthrenus debilis Háva, 2005
- Anthrenus delicatus Kiesenwetter, 1851
- Anthrenus difficilis Háva, 2005
- Anthrenus distinctus Kadej & Háva, 2006
- Anthrenus dsungaricus Mroczkowski, 1962
- Anthrenus edopetri Háva, 2004
- Anthrenus eichleri Kadej & Háva, 2006
- †Anthrenus electron Háva, Prokop & Kadej, 2006
- Anthrenus emili Herrmann & Háva, 2019
- Anthrenus endroedyi Háva, 2003
- Anthrenus ethiopicus Háva, 2004
- Anthrenus exilis Mulsant & Rey, 1868
- Anthrenus farsicus Kadej & Háva, 2011
- Anthrenus fernandezi Háva, 2003
- Anthrenus festivus Erichson, 1846
- Anthrenus flavidulus Reitter, 1889
- Anthrenus flavidus Solsky, 1876
- Anthrenus flavipes LeConte, 1854
- Anthrenus frater Arrow, 1915
- Anthrenus fucosus Beal, 1998
- Anthrenus fugong Háva, 2019
- Anthrenus funebris Reitter, 1889
- Anthrenus fuscus Olivier, 1789
- Anthrenus geisthardti Háva & Herrmann, 2006
- Anthrenus gobicus Zhantiev, 2004
- Anthrenus goliath Saulcy, 1868
- Anthrenus gorki Háva, 2008
- Anthrenus gracilis Zhantiev, 2004
- †Anthrenus groehni Háva, Prokop & Herrmann, 2006
- Anthrenus guineaensis Háva, 2004
- Anthrenus hartmanni Háva, 2000
- Anthrenus havai Kadej & Jakubska, 2007
- Anthrenus heptamerus Peyerimhoff, 1924
- Anthrenus herrmanni Kadej & Háva, 2016
- Anthrenus himalayensis Háva, Wachkoo & Maqbool, 2019
- Anthrenus hissaricus Mroczkowski, 1961
- Anthrenus hoberlandti Kadej, Háva & Kalík, 2007
- Anthrenus hrdlickai Háva, 2016
- Anthrenus hulai Háva, 2017
- Anthrenus indicus Kadej, Háva & Kalík, 2007
- Anthrenus ineptus Háva & Tezcan, 2004
- Anthrenus isabellinus Küster, 1848
- Anthrenus israelicus Háva, 2004
- Anthrenus jacobsoni Zhantiev, 1976
- Anthrenus jakli Háva, 2001
- Anthrenus japonicus Ohbayashi, 1985
- Anthrenus jelineki Háva, 2009
- Anthrenus jordanicus Pic, 1934
- Anthrenus kabakovi Kadej & Háva, 2016
- Anthrenus kabateki Háva, 2014
- Anthrenus kadeji Herrmann & Háva, 2009
- Anthrenus kafkai Kadej & Háva, 2011
- Anthrenus kaliki Pic, 1952
- Anthrenus kalimantanus Háva, 2004
- Anthrenus kantneri Háva, 2003
- Anthrenus kaszabi Zhantiev, 1973
- Anthrenus katerinae Háva & Kadej, 2006
- Anthrenus katmandui Kadej, Háva & Kitano, 2016
- Anthrenus katrinkrauseae Háva, 2018
- Anthrenus kejvali Háva, 2000
- Anthrenus kenyaensis Háva, 2004
- †Anthrenus kerneggeri Háva, Prokop & Herrmann, 2008
- Anthrenus king (Háva, 2002)
- Anthrenus klapperichi Kadej & Háva, 2006
- Anthrenus klichai Herrmann, Kadej & Háva, 2016
- Anthrenus knizeki Háva, 2004
- Anthrenus kompantzevi Zhantiev, 2004
- Anthrenus kopeckyi Háva, 2017
- Anthrenus kourili Háva, 2006
- Anthrenus kryzhanovskii Sokolov, 1979
- Anthrenus kubistai Háva & Votruba, 2005
- Anthrenus kucerai Háva, 2005
- †Anthrenus larvalis Cockerell, 1917
- Anthrenus latefasciatus Reitter, 1892
- Anthrenus lepidus LeConte, 1854
- Anthrenus leucogrammus Solsky, 1876
- Anthrenus liliputianus Mulsant & Rey, 1868
- Anthrenus lilligi Háva & Herrmann, 2008
- Anthrenus lindbergi Mroczkowski, 1959
- Anthrenus linnavuorii Háva, 2014
- Anthrenus loebli Kadej & Háva, 2010
- Anthrenus longisetosus Kadej & Háva, 2015
- Anthrenus longus Arrow, 1915
- Anthrenus lopatini Zhantiev, 1976
- Anthrenus luteovestitus (Pic, 1937)
- Anthrenus macqueeni (Armstrong, 1949)
- Anthrenus maculatus Fabricius, 1798
- Anthrenus maculifer Reitter, 1881
- Anthrenus maharashtranus Háva, 2002
- Anthrenus malawicus Háva, 2004
- Anthrenus malkini Mroczkowski, 1980
- Anthrenus maltzi Kadej, 2010
- Anthrenus margarethae Háva & Kadej, 2006
- Anthrenus medvedevi Zhantiev, 2006
- Anthrenus megalops Arrow, 1915
- Anthrenus mendax Háva, 2006
- Anthrenus merkli Háva, 2003
- Anthrenus mesopotamicus Háva, 2001
- Anthrenus milkoi Zhantiev, 2004
- Anthrenus mindanaoensis Háva, 2004
- Anthrenus miniatulus Reitter, 1899
- Anthrenus miniopictus Bedel, 1884
- Anthrenus minor Wollaston, 1865
- Anthrenus minutus Erichson, 1846
- Anthrenus molitor Aubé, 1850
- Anthrenus mongolicus Zhantiev, 1973
- Anthrenus moroccanus Háva, 2015
- Anthrenus mroczkowskii Kalík, 1954
- Anthrenus mugodsharicus Sokolov, 1974
- Anthrenus munroi Hinton, 1943
- Anthrenus museorum (Linnaeus, 1761)
- Anthrenus nadeini Kadej & Háva, 2008
- Anthrenus nahiricus Zhantiev, 1976
- Anthrenus namibicus Háva, 2000
- Anthrenus narani Háva & Ahmed, 2014
- Anthrenus natalensis Háva, 2004
- Anthrenus nepalensis Kadej & Háva, 2012
- Anthrenus nideki Háva, 2005
- Anthrenus nipponensis Kalík & Ohbayashi, 1985
- Anthrenus niveosparsus (Armstrong, 1941)
- Anthrenus nocivus Mulsant & Godart, 1870
- Anthrenus noctua Háva, 2005
- Anthrenus obenbergeri Háva & Herrmann, 2021
- Anthrenus oberthueri Reitter, 1881
- Anthrenus obscurus Thunberg, 1815
- Anthrenus occultus Háva, 2006
- Anthrenus oceanicus Fauvel, 1903
- Anthrenus ocellifer Blackburn, 1891
- Anthrenus oculatus Arrow, 1937
- Anthrenus ohbayashii Kadej, Háva & Kitano, 2016
- Anthrenus olgae Kalík, 1946
- Anthrenus omoi Beal, 1998
- Anthrenus orientalis Motschulsky, 1851
- Anthrenus pacificus Fairmaire, 1850
- Anthrenus palaeoaegyptiacus Grüss, 1930
- Anthrenus pallidus Sokolov, 1974
- Anthrenus paraclaviger Háva & Kadej, 2008
- Anthrenus parallelus (Armstrong, 1941)
- Anthrenus paramolitor Herrmann & Háva, 2021
- Anthrenus parthicus Zhantiev, 1976
- Anthrenus paulyi Háva, 2003
- Anthrenus perak Háva, 2016
- Anthrenus pfefferi Kalík, 1954
- Anthrenus picturatus Solsky, 1876
- Anthrenus pilosus Pic, 1923
- Anthrenus pimpinellae (Fabricius, 1775)
- Anthrenus poggii Háva, 2002
- Anthrenus polonicus Mroczkowski, 1951
- Anthrenus preissi Háva & Herrmann, 2003
- Anthrenus propinquus Háva, 2005
- Anthrenus prudeki Háva, 2002
- Anthrenus pubifer Reitter, 1899
- Anthrenus pueblanus Háva, 2021
- Anthrenus pulaskii Kadej, 2011
- Anthrenus pulchellus Gestro, 1889
- Anthrenus purcharti Háva, 2014
- Anthrenus pushkini Herrmann, Kadej & Háva, 2016
- Anthrenus qinlingensis Háva, 2004
- Anthrenus rauterbergi Reitter, 1908
- Anthrenus rotundulus Reitter, 1889
- Anthrenus sabahense Háva, 2021
- Anthrenus safad Háva, 2013
- Anthrenus sarnicus Mroczkowski, 1963
- Anthrenus schawalleri Háva & Kadej, 2006
- Anthrenus scrophulariae (Linnaeus, 1758)
- Anthrenus seideli Háva, 2021
- Anthrenus semenovi Zhantiev, 1976
- Anthrenus seminulum Arrow, 1915
- Anthrenus senegalensis Pic, 1927
- Anthrenus shikokensis Ohbayashi, 1985
- Anthrenus sichuanicus Háva, 2004
- Anthrenus signatus Erichson, 1846
- Anthrenus similaris Kadej, Háva & Kalík, 2007
- Anthrenus similis Zhantiev, 1976
- Anthrenus simonis Reitter, 1881
- Anthrenus sinensis Arrow, 1915
- Anthrenus smetanai Kadej & Háva, 2011
- Anthrenus snizeki Háva, 2004
- Anthrenus socotranus Háva, 2017
- Anthrenus sogdianus Zhantiev, 1976
- Anthrenus solskianus Sokolov, 1974
- Anthrenus sophonisba Beal, 1998
- Anthrenus sordidulus Reitter, 1889
- Anthrenus sparsutus Fairmaire, 1850
- Anthrenus splendidus Háva, 2004
- Anthrenus stelma Kadej & Háva, 2006
- Anthrenus strakai Herrmann & Háva, 2012
- Anthrenus subclaviger Reitter, 1881
- Anthrenus subsetosus Arrow, 1915
- Anthrenus svatopluki Kadej & Háva, 2013
- Anthrenus sveci Háva, 2004
- Anthrenus tadzhicus Mroczkowski, 1961
- Anthrenus taiwanicus Kadej, Háva & Kitano, 2016
- Anthrenus talassicus Sokolov, 1980
- Anthrenus tanakai Ohbayashi, 1985
- Anthrenus taricus Zhantiev, 2006
- Anthrenus tarnawskii Kadej & Háva, 2006
- Anthrenus thoracicus Melsheimer, 1844
- Anthrenus transcaspicus Mroczkowski, 1960
- Anthrenus tryznai Háva, 2001
- Anthrenus turnai Háva, 2004
- Anthrenus tuvensis Zhantiev, 1976
- Anthrenus umbellatarum Chobaut, 1898
- Anthrenus umbra Beal, 1998
- Anthrenus undatus Reitter, 1881
- Anthrenus ussuricus Zhantiev, 1988
- Anthrenus verbasci (Linnaeus, 1767)
- Anthrenus versicolor Reitter, 1887
- Anthrenus vijaii Veer, 2011
- Anthrenus viktorai Háva, 2016
- Anthrenus vladimiri Menier & Villemant, 1993
- Anthrenus warchalowskii Kadej, Háva & Kalík, 2007
- Anthrenus wittmeri Mroczkowski, 1980
- Anthrenus x-signum Reitter, 1881
- Anthrenus zagrosensis Háva, 2004
- Anthrenus zahradniki Háva, 2003
- Anthrenus zebra Reitter, 1889
- Anthrenus zeravshanicus Sokolov, 1979
- Anthrenus zhantievi Háva & Kadej, 2006